# Oton Župančič

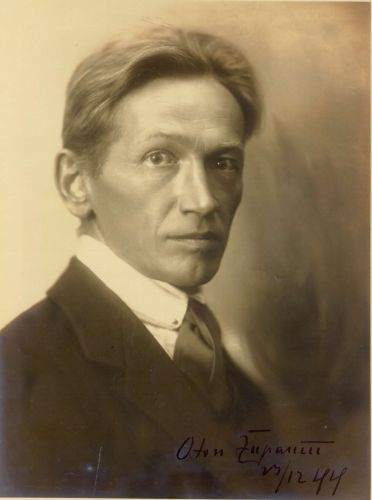
Porträt um 1900

Oton (Otto) Župančič (* 23. Januar 1878 in Vinica - Gemeinde Črnomelj, Bela krajina; † 11. Juni 1949 in Ljubljana) war ein slowenischer Schriftsteller und Übersetzer.

## Leben
Župančič besuchte das Gymnasium in Ljubljana und Novo mesto und studierte ab 1896 in Wien Geschichte und Geographie. Er wirkte als Archivar und Leiter des Nationaltheaters in Ljubljana. Neben Ivan Cankar, Dragotin Kette und Josip Murn gilt er als Begründer der Moderne in der slowenischen Literatur. Er heiratete 1913 Ana Kessler, Tochter von Marija Kessler und Schwester von Vera Albreht. Während der italienischen und deutschen Besetzung Sloweniens im Zweiten Weltkrieg sympathisierte er mit der slowenischen Befreiungsfront und schrieb Gedichte unter verschiedenen Pseudonymen für antifaschistische Zeitschriften im Untergrund. Nach dem Ende des Krieges im Jahr 1945 erhielt er mehrere Ehrenämter und Auszeichnungen durch das kommunistische Regime Jugoslawiens. Er starb 1949 und wurde auf dem Laibacher Friedhof Žale, wie seine Jugendfreunde Ivan Cankar, Dragotin Kette und Josip Murn, begraben.

## Werke
- Mehurčki
- Pisanice
- Lahkih nog naokrog
- Sto ugank
- Ciciban
- Čaša  opojnosti
- Zimzelen pod snegom
- Veronika Deseniška (Tragödie)

Zudem war Župančič auch ein bedeutender Übersetzer ins Slowenische. Er übersetzte die meisten Shakespeare-Stücke, aber z. B. auch Werke von Dante, Calderón, Molière, Goethe, Dickens oder Tolstoi.